# Everyone is No. 1 (歌曲)
《 Everyone is No.1 》为十首北京2008年残奥会优秀歌曲之一，由2008年残奥会“爱心大使”刘德华演唱，陈德建作曲，刘德华与李安修共同作词。“Everyone Is No.1”意为“每个人都是第一”。
刘德华在1999年获选为香港残奥代表，在赴悉尼2000年夏季残奥会比赛时他看到残疾勇士努力练习、不懈努力，那种的神情让刘德华当场感动的哭了。刘德华表示，希望借这首歌激励每一个人，一个身体残缺的人都能够再站起来，更何况是肢体健全的人呢？希望所有人都能学习这样的运动精神。刘德华在9分50秒的MV中化身残疾人运动员。

## 参看
- 《Everyone_Is_No._1_(專輯)》
- 《和梦一起飞》
- 2008年夏季残奥会
- 北京2008年奥运会歌曲专辑

## 外部連結
- 残奥会倒计时一周年晚会 刘德华演唱《EVERYONE IS NO.1》
- 刘德华做客北京奥运会官方网站 畅谈奥运梦想
- 刘德华、李琛、杨光演唱歌曲《Everyone is No.1》（页面存档备份，存于）
- 残奥会开幕式仪式前表演 刘德华与残疾演员同台演出